# Фернандао
Фернандао (порт. Fernandão, 18 березня 1978, Гоянія — 7 червня 2014, Аруанан) — бразильський футболіст, що грав на позиції нападника. По завершенні ігрової кар'єри — тренер.
Багаторічний гравець і капітан бразильського «Інтернасьйонала», якому допоміг стати найкращим клубом планети 2006 року завдяки перемозі на клубному чемпіонаті світу. Також відомий за виступами за «Гояс», «Марсель» та «Сан-Паулу». Провів один матч за національну збірну Бразилії.

## Клубна кар'єра
Народився 18 березня 1978 року в місті Гоянія. Вихованець футбольної школи клубу «Гояс». Дорослу футбольну кар'єру розпочав 1996 року в основній команді того ж клубу, в якій провів шість сезонів, взявши участь у 44 матчах чемпіонату. За цей час став п'ять разів чемпіоном штату Гояс та двічі вигравав кубок Центрально-західного регіону.

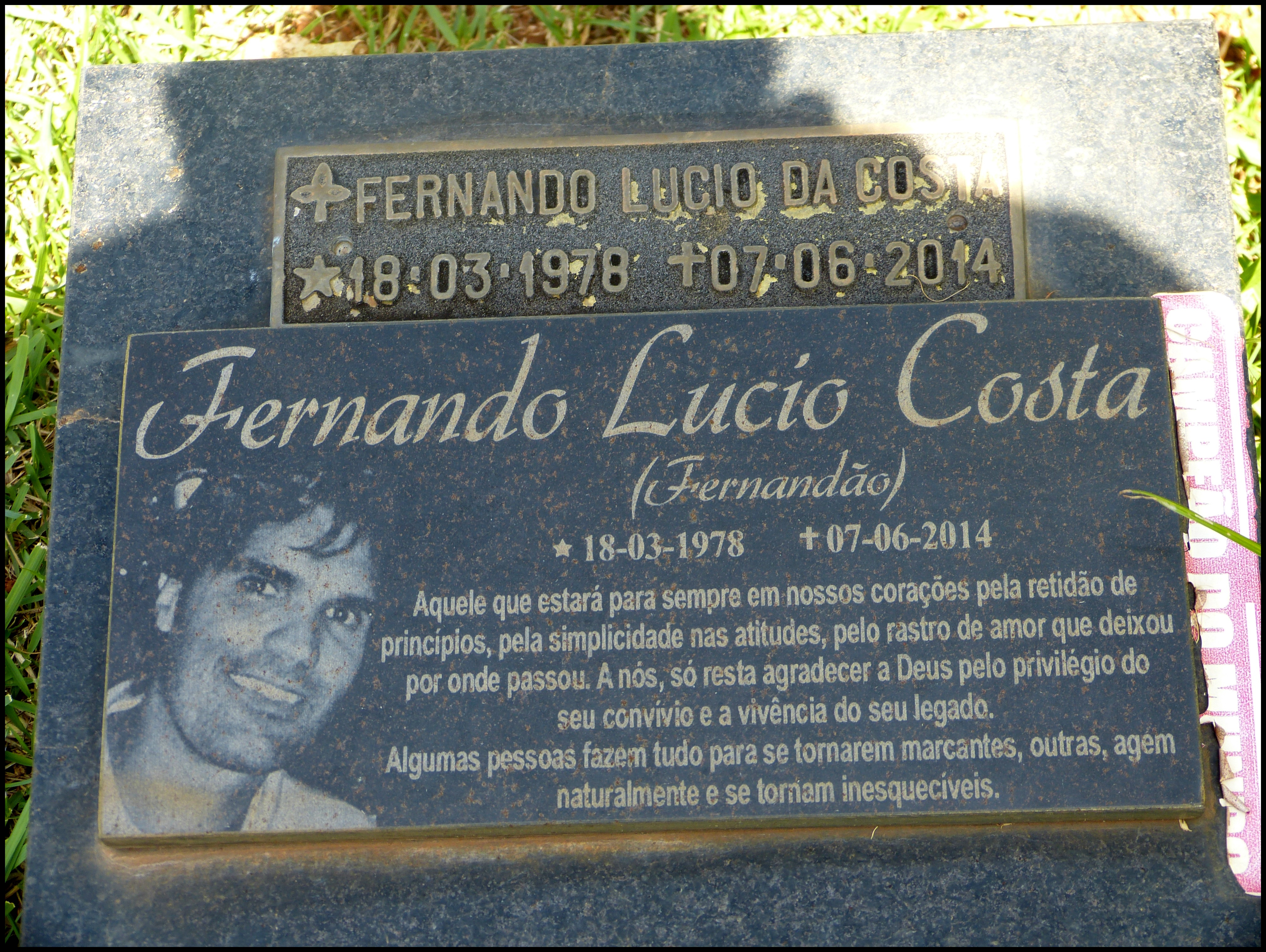
Надгробок на могилі футболіста Фернандао.

Своєю грою за цю команду привернув увагу представників тренерського штабу клубу «Марсель», до складу якого приєднався 2001 року. Відіграв за команду з Марселя наступні три сезони своєї ігрової кар'єри. У перші два сезони Фернандао був основним гравцем атакувальної ланки команди, але в третому втратив місце в основі, через що другу половину сезону 20 03/04 провів на правах оренди в «Тулузі», якій допоміг зберегти прописку в Лізі 1.
2004 року уклав контракт з клубом «Інтернасьйонал», у складі якого провів наступні чотири роки своєї кар'єри гравця. У 2005 році Фернандао допоміг своєму клубу посісти друге місце у чемпіонаті країни і виграти чемпіонат штату. Відмінно склався для футболіста і 2006 рік, в якому «Інтернасьйонал» вперше в своїй історії виграв Кубок Лібертадорес, а Фернандао, що став капітаном клубу, забив п'ять м'ячів у цьому турнірі. Також він був визнаний найкращим гравцем фінального протистояння проти «Сан-Паулу», за що і отримав як приз автомобіль Toyota. Після перемоги продовжив контракт з клубом до 2009 року. А у грудні 2006 року Фернандао разом з командою став переможцем клубного чемпіонату світу. Футболіст продемонстрував свою універсальність, граючи на позиції як атакуючого, так і опорного півзахисника. У фінальному матчі проти іспанської «Барселони» отримав травму і був змушений піти з поля у другому таймі. Адріано Габіру, що вийшов йому на заміну, забив єдиний і переможний гол у тій грі.
Фернандао, будучи капітаном, покинув «Інтернасьйонал» в середині 2008 року. Відігравши сезон 2008/09 у чемпіонаті Катару за клуб «Аль-Гарафа» і вигравши національний чемпіонат і кубок, футболіст повернувся до Бразилії, в клуб, в якому починалася його кар'єра — «Гояс».
У 2010—2011 роках виступав за «Сан-Паулу», після чого Фернандао завершив професійну ігрову кар'єру і 19 липня 2011 року було оголошено про його призначення на посаду технічного директора «Інтернасьйонала».

## Виступи за збірні
1997 року залучався до складу молодіжної збірної Бразилії, разом з якою брав участь у молодіжному чемпіонаті світу 1997 року в Малайзії, де забив 2 голи, а бразильці вилетіли у чвертьфіналі.
27 квітня 2005 року зіграв свій перший і єдиний матч матчах у складі національної збірної Бразилії. Це відбулось в товариській зустрічі проти Гватемали, в якій Фернандао вийшов на заміну Карлосу Алберто на 46 хвилині і відзначився результативною передачею на Фреда.

## Кар'єра тренера
Після роботи спортивним директором «Інтернасьйонала», 20 липня 2012 року Фернандао став головним тренером команди, пропрацював в цій якості до 20 листопада того ж року, коли був звільнений за незадовільні результати — у 26 матчах Серії А він здобув 9 перемог, 8 нічиїх та зазнав 9 поразок. В подальшому аж до загибелі працював на бразильському телеканалі SporTV.
У квітні 2014 року взяв участь у святкових урочистостях з нагоди відкриття оновленого стадіону «Інтера» «Бейра-Ріу».

## Статистика виступів

### Статистика виступів за збірну
| Дата      | Місто     | Господарі | Результат | Гості     | Турнір           | Голи | Примітки |
| --------- | --------- | --------- | --------- | --------- | ---------------- | ---- | -------- |
| 27-4-2005 | Сан-Паулу | Бразилія  | 3 – 0     | Гватемала | товариський матч | -    |          |
| Усього    |           | Матчів    | 1         |           | Голів            | 0    |          |

## Титули і досягнення

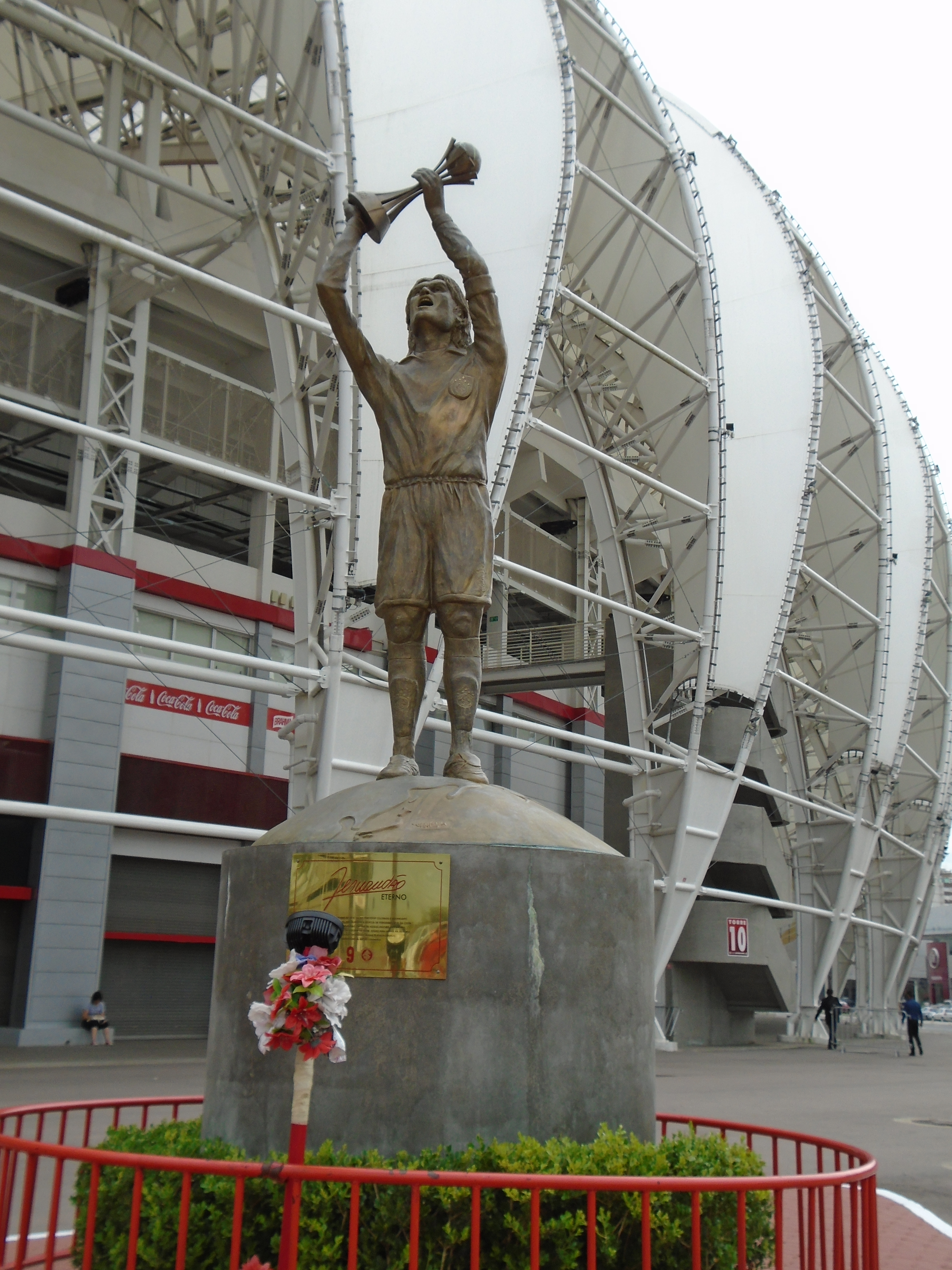
Пам'ятник Фернандао, встановлений 17 грудня 2014 року біля входу на стадіон «Бейра-Ріу».

### «Гояс»
- Чемпіон штату Гояс (5): 1996, 1997, 1998, 1999, 2000
- Володар Кубка Центрально-західного регіону (2): 2000, 2001
- Переможець бразильської Серії Б (1): 1999

### «Інтернасьйонал»
- Чемпіон штату Ріу-Гранді-ду-Сул (1): 2005
- Володар Кубка Лібертадорес (1): 2006
- Клубний чемпіон світу (1): 2006
- Переможець Рекопи Південної Америки (1): 2007

### «Аль-Гарафа»
- Чемпіон Катару (1): 2009
- Володар Кубка Еміра Катару (1): 2009

### Особисті
- Найкращий бомбардир Кубка Лібертадорес: 2006 (5 голів[8])
- Володар Срібного м'яча Бразилії: 2006

## Загибель
7 червня 2014 року Фернандао загинув при аварії гелікоптера Eurocopter AS350 Écureuil неподалік від Аруанана в штаті Гояс. У Фернандана залишилися дружина Фернанда і двоє дітей.